# Pier Paolo Menzocchi

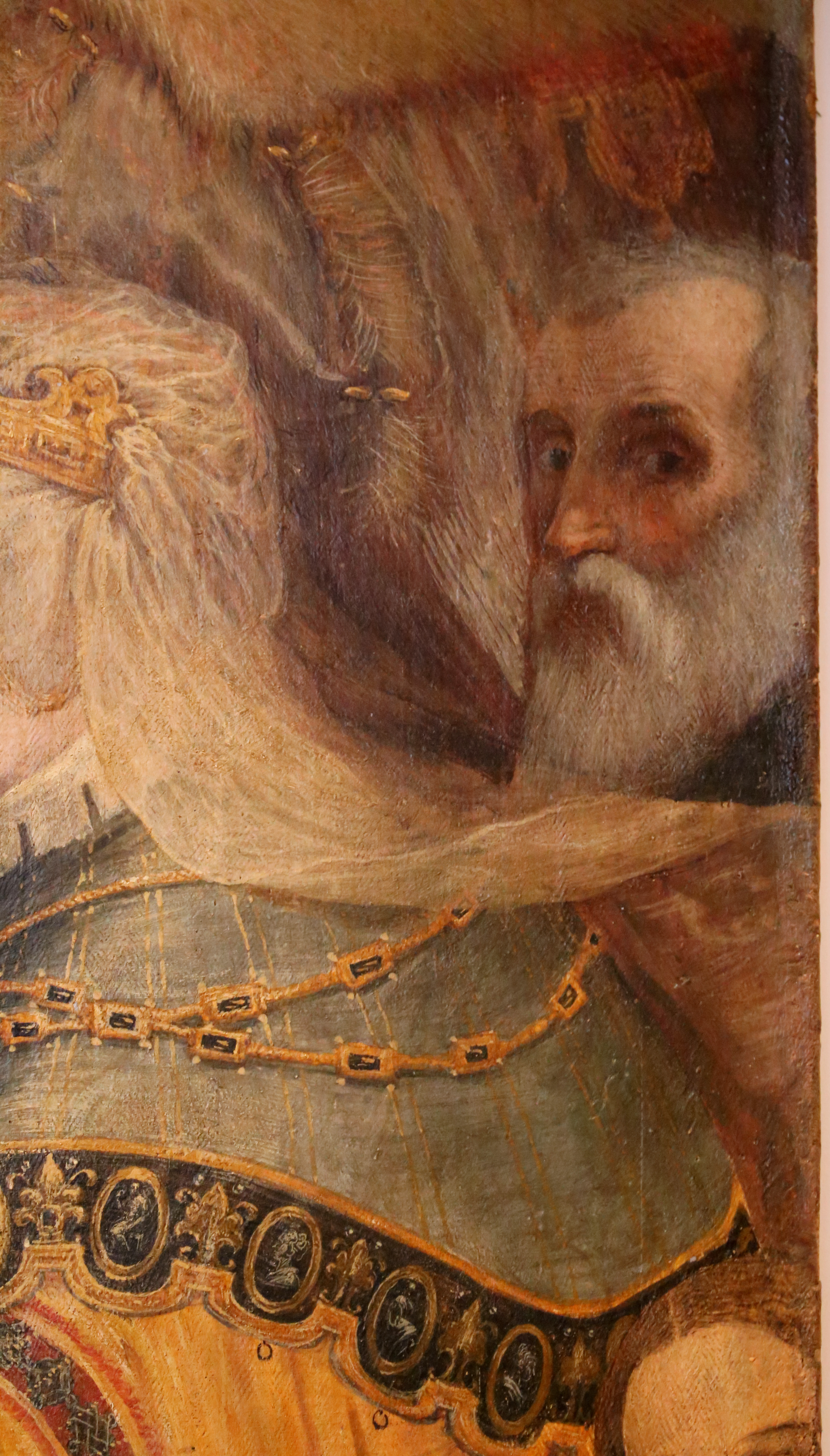
Possibiole autoritratto nella Madonna del Rosario, alla Pinacoteca Civica di Forlì

Pier Paolo Menzocchi (Forlì, 1532 circa – Forlì, 1589) è stato un pittore italiano, di scuola forlivese, figlio maggiore di Francesco Menzocchi e fratello di Sebastiano.

## Biografia
Già nel 1548 collaborava col padre, allora impegnato nella basilica della Santa Casa di Loreto.
Con Giorgio Vasari, lavora in Palazzo Vecchio, a Firenze, nel 1565.
Nel 1567, dipinge la Madonna di Loreto con i santi Pietro e Paolo e angeli: lo stile assume tocchi personali rispetto a quello del padre e si presenta meno drammatico, più dolce.
Probabilmente allo stesso periodo appartengono due tavole, Episodi della Passione di Cristo e Crocifisso con i santi Rocco e Bernardino e angeli (per la quale ultima, però, è stata anche proposta l'attribuzione a Francesco), conservate nella Pinacoteca civica di Forlì.
Nella Chiesa di San Domenico, a Cesena, si trova invece la pala Adorazione dei magi.
Nel 1574, lavora nel palazzo comunale di Forlì, dipingendovi delle Storie dell'Antico Testamento, oggi nella Pinacoteca civica, alle quali mette mano anche, forse, Livio Modigliani.
Al 1575 risale la Pala di santa Reparata per l'omonima chiesa di Terra del Sole.
La Madonna del Rosario, del 1583, è oggi nel seminario vescovile di Forlì.